# Copa Davis de 2014
A Copa Davis de 2014 (2014 Davis Cup by BNP Paribas) foi a 103ª edição da principal competição do tênis masculino. Teve início em 31 de janeiro e sua final foi em 23 de novembro. No grupo mundial, 16 equipes disputam o título.

## Grupo Mundial
| Equipes Participantes | Equipes Participantes | Equipes Participantes | Equipes Participantes |
| Alemanha              | Argentina             | Austrália             | Bélgica               |
| Canadá                | Cazaquistão           | Espanha               | Estados Unidos        |
| França                | Itália                | Japão                 | Países Baixos         |
| Reino Unido           | Tchéquia              | Sérvia                | Suíça                 |
| --------------------- | --------------------- | --------------------- | --------------------- |

### Jogos
|  |                                              |                                              |                                              |                                 |   |                                 |                                  |                                 |  |  |                                |                                |                                |  |  |                           |                           |                           |
|  | Primeira fase 31 de janeiro a 2 de fevereiro | Primeira fase 31 de janeiro a 2 de fevereiro | Primeira fase 31 de janeiro a 2 de fevereiro |                                 |   | Quartas de final 4 a 6 de abril | Quartas de final 4 a 6 de abril  | Quartas de final 4 a 6 de abril |  |  | Semifinais 12 a 14 de setembro | Semifinais 12 a 14 de setembro | Semifinais 12 a 14 de setembro |  |  | Final 21 a 23 de novembro | Final 21 a 23 de novembro | Final 21 a 23 de novembro |
|  | Primeira fase 31 de janeiro a 2 de fevereiro | Primeira fase 31 de janeiro a 2 de fevereiro | Primeira fase 31 de janeiro a 2 de fevereiro |                                 |   | Quartas de final 4 a 6 de abril | Quartas de final 4 a 6 de abril  | Quartas de final 4 a 6 de abril |  |  | Semifinais 12 a 14 de setembro | Semifinais 12 a 14 de setembro | Semifinais 12 a 14 de setembro |  |  | Final 21 a 23 de novembro | Final 21 a 23 de novembro | Final 21 a 23 de novembro |
|  | Ostrava, República Tcheca – duro (coberto)   |                                              |                                              |                                 |   |                                 |                                  |                                 |  |  |                                |                                |                                |  |  |                           |                           |                           |
|  |                                              |                                              |                                              |                                 |   |                                 |                                  |                                 |  |  |                                |                                |                                |  |  |                           |                           |                           |
|  | 1                                            | Chéquia                                      | 3                                            |                                 |   |                                 |                                  |                                 |  |  |                                |                                |                                |  |  |                           |                           |                           |
|  | 1                                            | Chéquia                                      | 3                                            | Tóquio, Japão – duro (coberto)  |   |                                 |                                  |                                 |  |  |                                |                                |                                |  |  |                           |                           |                           |
|  |                                              | Países Baixos                                | 2                                            |                                 |   |                                 |                                  |                                 |  |  |                                |                                |                                |  |  |                           |                           |                           |
|  |                                              | Países Baixos                                | 2                                            |                                 | 1 | Chéquia                         | 5                                |                                 |  |  |                                |                                |                                |  |  |                           |                           |                           |
|  | Tóquio, Japão – duro (coberto)               |                                              |                                              |                                 | 1 | Chéquia                         | 5                                |                                 |  |  |                                |                                |                                |  |  |                           |                           |                           |
|  |                                              |                                              |                                              | Japão                           | 0 |                                 |                                  |                                 |  |  |                                |                                |                                |  |  |                           |                           |                           |
|  | 7                                            | Canadá                                       | 1                                            | Japão                           | 0 |                                 |                                  |                                 |  |  |                                |                                |                                |  |  |                           |                           |                           |
|  | 7                                            | Canadá                                       | 1                                            |                                 |   | Paris, França – saibro          |                                  |                                 |  |  |                                |                                |                                |  |  |                           |                           |                           |
|  |                                              | Japão                                        | 4                                            |                                 |   |                                 |                                  |                                 |  |  |                                |                                |                                |  |  |                           |                           |                           |
|  |                                              | Japão                                        | 4                                            |                                 | 1 | Chéquia                         | 1                                |                                 |  |  |                                |                                |                                |  |  |                           |                           |                           |
|  | Frankfurt, Alemanha – duro (coberto)         |                                              |                                              |                                 | 1 | Chéquia                         | 1                                |                                 |  |  |                                |                                |                                |  |  |                           |                           |                           |
|  |                                              |                                              | 5                                            | França                          | 4 |                                 |                                  |                                 |  |  |                                |                                |                                |  |  |                           |                           |                           |
|  | 3                                            | Espanha                                      | 5                                            | França                          | 4 | 1                               |                                  |                                 |  |  |                                |                                |                                |  |  |                           |                           |                           |
|  | 3                                            | Espanha                                      | Nancy, França – duro (coberto)               |                                 |   | 1                               |                                  |                                 |  |  |                                |                                |                                |  |  |                           |                           |                           |
|  |                                              | Alemanha                                     | 4                                            |                                 |   |                                 |                                  |                                 |  |  |                                |                                |                                |  |  |                           |                           |                           |
|  |                                              | Alemanha                                     | 4                                            |                                 |   | Alemanha                        | 2                                |                                 |  |  |                                |                                |                                |  |  |                           |                           |                           |
|  | La Roche sur Yon, França – saibro (coberto)  |                                              |                                              |                                 |   | Alemanha                        | 2                                |                                 |  |  |                                |                                |                                |  |  |                           |                           |                           |
|  |                                              |                                              | 5                                            | França                          | 3 |                                 |                                  |                                 |  |  |                                |                                |                                |  |  |                           |                           |                           |
|  | 5                                            | França                                       | 5                                            | França                          | 3 | 5                               |                                  |                                 |  |  |                                |                                |                                |  |  |                           |                           |                           |
|  | 5                                            | França                                       |                                              |                                 |   | 5                               | Lille, França – saibro (coberto) |                                 |  |  |                                |                                |                                |  |  |                           |                           |                           |
|  |                                              | Austrália                                    | 0                                            |                                 |   |                                 |                                  |                                 |  |  |                                |                                |                                |  |  |                           |                           |                           |
|  |                                              | Austrália                                    | 0                                            |                                 | 5 | França                          | 1                                |                                 |  |  |                                |                                |                                |  |  |                           |                           |                           |
|  | San Diego, Estados Unidos – saibro           |                                              |                                              |                                 | 5 | França                          | 1                                |                                 |  |  |                                |                                |                                |  |  |                           |                           |                           |
|  |                                              |                                              |                                              | Suíça                           | 3 |                                 |                                  |                                 |  |  |                                |                                |                                |  |  |                           |                           |                           |
|  |                                              | Grã-Bretanha                                 | 3                                            | Suíça                           | 3 |                                 |                                  |                                 |  |  |                                |                                |                                |  |  |                           |                           |                           |
|  |                                              | Grã-Bretanha                                 | 3                                            | Nápoles, Itália – saibro        |   |                                 |                                  |                                 |  |  |                                |                                |                                |  |  |                           |                           |                           |
|  | 6                                            | Estados Unidos                               | 1                                            |                                 |   |                                 |                                  |                                 |  |  |                                |                                |                                |  |  |                           |                           |                           |
|  | 6                                            | Estados Unidos                               | 1                                            |                                 |   |                                 | Grã-Bretanha                     | 2                               |  |  |                                |                                |                                |  |  |                           |                           |                           |
|  | Mar del Plata, Argentina – saibro            |                                              |                                              |                                 |   |                                 | Grã-Bretanha                     | 2                               |  |  |                                |                                |                                |  |  |                           |                           |                           |
|  |                                              |                                              |                                              | Itália                          | 3 |                                 |                                  |                                 |  |  |                                |                                |                                |  |  |                           |                           |                           |
|  |                                              | Itália                                       | 3                                            | Itália                          | 3 |                                 |                                  |                                 |  |  |                                |                                |                                |  |  |                           |                           |                           |
|  |                                              | Itália                                       | 3                                            |                                 |   | Genebra, Suíça – duro (coberto) |                                  |                                 |  |  |                                |                                |                                |  |  |                           |                           |                           |
|  | 4                                            | Argentina                                    | 1                                            |                                 |   |                                 |                                  |                                 |  |  |                                |                                |                                |  |  |                           |                           |                           |
|  | 4                                            | Argentina                                    | 1                                            |                                 |   |                                 | Itália                           | 2                               |  |  |                                |                                |                                |  |  |                           |                           |                           |
|  | Astana, Cazaquistão – duro (coberto)         |                                              |                                              |                                 |   |                                 | Itália                           | 2                               |  |  |                                |                                |                                |  |  |                           |                           |                           |
|  |                                              |                                              |                                              | Suíça                           | 3 |                                 |                                  |                                 |  |  |                                |                                |                                |  |  |                           |                           |                           |
|  |                                              | Bélgica                                      | 2                                            | Suíça                           | 3 |                                 |                                  |                                 |  |  |                                |                                |                                |  |  |                           |                           |                           |
|  |                                              | Bélgica                                      | 2                                            | Genebra, Suíça – duro (coberto) |   |                                 |                                  |                                 |  |  |                                |                                |                                |  |  |                           |                           |                           |
|  | 8                                            | Cazaquistão                                  | 3                                            |                                 |   |                                 |                                  |                                 |  |  |                                |                                |                                |  |  |                           |                           |                           |
|  | 8                                            | Cazaquistão                                  | 3                                            |                                 |   | 8                               | Cazaquistão                      | 2                               |  |  |                                |                                |                                |  |  |                           |                           |                           |
|  | Novi Sad, Sérvia – duro (coberto)            |                                              |                                              |                                 |   | 8                               | Cazaquistão                      | 2                               |  |  |                                |                                |                                |  |  |                           |                           |                           |
|  |                                              |                                              |                                              | Suíça                           | 3 |                                 |                                  |                                 |  |  |                                |                                |                                |  |  |                           |                           |                           |
|  |                                              | Suíça                                        | 3                                            | Suíça                           | 3 |                                 |                                  |                                 |  |  |                                |                                |                                |  |  |                           |                           |                           |
|  |                                              | Suíça                                        | 3                                            |                                 |   |                                 |                                  |                                 |  |  |                                |                                |                                |  |  |                           |                           |                           |
|  | 2                                            | Sérvia                                       | 2                                            |                                 |   |                                 |                                  |                                 |  |  |                                |                                |                                |  |  |                           |                           |                           |
|  | 2                                            | Sérvia                                       | 2                                            |                                 |   |                                 |                                  |                                 |  |  |                                |                                |                                |  |  |                           |                           |                           |

| Copa Davis de 2014     |
| ---------------------- |
| Suiça Campeã 1º título |

## Repescagem
As partidas da repescagem aconteceram entre os dias 12 e 14 de setembro, entre os perdedores da 1ª rodada do Grupo Mundial e os vencedores do Grupo I dos zonais continentais.
| Local          | Time 1         | Placar | Time 2      |
| -------------- | -------------- | ------ | ----------- |
| Índia          | Índia          | 2 x 3  | Sérvia      |
| Brasil         | Brasil         | 3 x 1  | Espanha     |
| Israel         | Israel         | 2 x 3  | Argentina   |
| Canadá         | Canadá         | 3 x 2  | Colômbia    |
| Estados Unidos | Estados Unidos | 5 x 0  | Eslováquia  |
| Austrália      | Austrália      | 5 x 0  | Uzbequistão |
| Países Baixos  | Países Baixos  | 2 x 3  | Croácia     |
| Ucrânia        | Ucrânia        | 2 x 3  | Bélgica     |

## Zona Americana

### Grupo I
- Brasil
- Colômbia
- República Dominicana
- Equador
- Uruguai
- Venezuela

### Grupo II
- Barbados
- Chile
- El Salvador
- Guatemala
- México
- Peru

### Grupo III
| - Bahamas - Bermuda - Costa Rica - Cuba - Haiti | - Honduras - Jamaica - Panamá - Porto Rico |

## Zona Ásia/Oceania

### Grupo I
- China
- Taipé Chinês
- Índia
- Nova Zelândia
- Coreia do Sul
- Uzbequistão

### Grupo II
Nações participantes:
| - Hong Kong - Indonésia - Kuwait - Paquistão | - Filipinas - Sri Lanka - Tailândia - Vietnã |

### Grupo III
| - Camboja - Irã - Líbano - Malásia | - Singapura - Síria - Turcomenistão - Emirados Árabes Unidos |

### Grupo IV
| - Bahrein - Bangladesh - Iraque - Jordânia - Quirguistão | - Mianmar - Omã - Oceania-Pacífico - Qatar - Arábia Saudita |

## Zona Europa/África

### Grupo I
| Cabeças de chave: 1. Croácia 2. Áustria 3. Israel 4. Suécia | Demais nações: \| - Letônia - Polônia - Portugal - Romênia \| - Rússia - Eslováquia - Eslovênia - Ucrânia \| |
| - Letônia - Polônia - Portugal - Romênia                    | - Rússia - Eslováquia - Eslovênia - Ucrânia                                                                  |

### Grupo II
| Cabeças de chave: 1. África do Sul 2. Dinamarca 3. Finlândia 4. Moldávia 5. Bósnia e Herzegovina 6. Bielorrússia 7. Luxemburgo 8. Lituânia | Demais nações: - Bulgária - Chipre - Egito - Grécia - Irlanda - Mónaco - Marrocos - Noruega |

### Grupo III Europa
| - Albânia - Armênia - Azerbaijão - Estônia - Geórgia - Hungria - Islândia | - Liechtenstein - Macedônia - Malta - Montenegro - São Marinho - Turquia |

### Grupo III África
Obs: A  Tunísia foi suspensa da competição da Copa Davis por um ano, por violação das regras da ITF, depois de a Federação Tunisiana de Tênis ordenou a Malek Jaziri para não jogar contra um oponente de Israel durante um evento ATP Challenger Tour em outubro de 2013.
| - Argélia - Benim - Botsuana - Camarões - Gana - Quênia | - Madagáscar - Namíbia - Nigéria - Ruanda - Zâmbia - Zimbábue |